# Астероид
Астероид (от старогръцки ἀστήρ – звезда и εἶδος – като, във формата на) е неголямо планетоподобно небесно тяло на орбита около Слънцето. Астероидите се смятат още за малки планети или планетоиди, с размери, много по-малки от тези на същинските планети.
За повечето астероиди се смята, че са останки от протопланетарния диск преди 4,5 милиарда години, от който са формирани планетите, но не са погълнати от тях или изхвърлени извън Слънчевата система. Някои астероди имат собствени спътници. Почти всички астероиди се намират в Астероидния пояс, на елиптични орбити между тези на Марс и Юпитер.

## Определение
Терминът астероид, значещ „подобен на звезда“ (от гръцки астер – звезда и едиос – форма, вид), е използван за първи път от сър Уилям Хершел скоро след откриването на втория астероид 2 Палада през 28 март 1802 г. от Хайнрих Вилхелм Олберс. За разлика от всички други открити планети, чиито диск е видим, астероидите са точкови обекти, приличащи на звезди. Уилям Хершел обаче също прилага термина и към малките спътници на газовите гиганти. Първата научна публикация, използваща „астероид“ в заглавието, е издадена през 1840 г. от Георг Адолф Ерман.
Точното определение на астероид все още не е напълно изяснено. Една възможна класификация на астероидите е спрямо тяхната големина. Астероидите са тела с диаметър по-голям от 50 m, за разлика от метеоритите. Астероидите могат да достигнат почти безпрепятствено до земната повърхност за разлика от метеоритите, които сублимират или експлодират при навлизането си в земната атмосфера. Още една характерна черта на астероидите е, че те са съставени предимно от скали и метали за разлика от кометите. Терминът „изкуствен астероид“ понякога се използва за обекти с човешки произход в слънчева орбита, като апарата Маринър 4.
Виж Слънчева система за пълна таксономия на обектите и малка планета за таксономия на обекти с размери по-малки от тези на планетите.

## Астероиди в Слънчевата система
Към 24 февруари 2005 г. от общо 277 090 малки планети с изчислени орбити за 99 906 астероида орбиталните параметри са известни достатъчно добре, за да бъдат регистрирани, и от тях на 12 198 са дадени имена (598 астероида имат имена изискващи допълнителни определения). По-голямата част от откритите астероиди се намират в астероидния пояс между Марс и Юпитер в относително нискоексцентрицитетни орбити. В пояса се изчисляват от 1,1 до около 1,9 млн. астероида с диаметър над 1 km и милиони по-малки.
Според текущите изчисления общият брой на астероидите в Слънчевата система е няколко милиона. Най-големият астероид е 1 Церера с диаметър от 932 km. Два други астероида – 2 Палада и 4 Веста, имат диаметри от приблизително 500 km. 4 Веста е единственият астероид в астероидния пояс, видим с невъоръжено око. В редки случаи астероиди, пресичащи земната орбита, са видими с невъоръжено око, като астероида 99942 Апофис. Общата маса на астероидите от пояса се изчислява на 3,0 – 3,6 × 1021 kg или около 4% от масата на Луната. От таза маса теглото на 1 Церера се изчислява на 0,95 × 1021 или около 32% от общото тегло. Като прибавим следващите три най-масивни астероида: 4 Веста (9%), 2 Палада (7%), и 10 Хигия (3%), четирите обекта представляват 51% от целия астероиден пояс.
Различни класове астероиди са открити извън пояса. Близкоземните астероиди имат близки до земната орбити. Троянските астероиди са гравитационно заключени в синхронизация с Юпитер, съпътстващи планетата в нейната орбита. Няколко троянски астеродиди са открити и в орбита около Марс и Нептун, и по един около Земята и Уран. Предполага се, че близо до Слънцето, около орбитата на Меркурий, се намира група от астероиди, наречени Вулканоиди, но те не са открити.
Вижте също списък на астероиди в Слънчевата система.

## Класификация
Астероидите често се класифицират като групи според техните орбити и техния видим спектър.

### Групи според орбитата
Прието е група от астероиди да се именува на първия открит астероид от групата. Групите обикновено се състоят от сравнително далечно асоциирани обекти, докато семействата са много по-близко обвързани, поради факта че са се формирали вследствие на разпадане на по-голям астероид.
За пълен списък на познатите астероидни групи и семейства виж малка планета.

### Спектрална класификация
През 1975 г. е създадена астероидната таксономична система, базирана на цвят, албедо и спектрални линии от Кларк Чапман, Дейвид Морисън и Бен Зелнер. Тази система отразява повърхностния състав на астероидите и първоначално те бяха класифицирани в три категории:
- К-клас астероиди – предимно въглеродни, 75% от всички известни
- С-клас астероиди – предимно силикатни, 17% от всички известни
- М-клас астероиди – метални, по-голямата част от останалите

Впоследствие тази класификация е разширена и сега обхваща голям брой подтипове. Броят на тези подтипове нараства поради факта, че нови астероиди биват изследвани. Разпределението на астероидите в отделните категории не съответства на действителното им разпределение, защото за някои видове е по-лесно да се наблюдават и открият, отколкото за други.

#### Недостатъци на спектралната класификация
Типът на даден астероид (К, С или М) се базира на предположение за неговия състав и е възможно да не отразява действителното съдържание на елементите в астероида. Астероиди в различни класове са най-вероятно съставени от различни елементи, но астероиди в един и същи клас е възможно да са съставени от подобни елементи. Сред научните среди липсва консенсус за издигане на нова таксономична система.

## Открития

### Ранни методи
Методите, използвани за откриване на астероиди, са се подобрили драстично.
През последните две години на 18 век барон Франц Хавиер фон Зак организира група от 24 астрономи с цел търсене на „липсващата планета“, отстояща на около 2,8 AU от Слънцето, предсказана по закона на Титиус-Боде. Интересът към търсенето е отчасти следствие на откриването на Уран от сър Уилям Хершел през 1781 г. на разстояние, „предсказано“ от закона.
Задачата по намирането на обекти на такова разстояние спрямо Слънцето изисква ръчното съставяне на подробни звездни карти на всички обекти с определена минимална яркост, намиращи се в зодиакалната равнина. В последвалите нощи небето е наблюдавано за преместващи се обекти. Очакваното ъглово движение на липсващата планета е около 30 ъглови секунди на час, лесно забележимо за наблюдател.
По ирония на съдбата, първият астероид 1 Церера е открит не от член на групата на фон Зак, ами „по погрешка“ от Джузепе Пиаци през 1801 г., по това време директор на обсерваторията с Палермо, Сицилия. Той открива нов звездоподобен обект (без видим диск) в съзвездието Телец, следейки движението на обекта в следващите няколко нощи. Неговият колега Карл Фридрих Гаус използва тези наблюдения и определя точното разстояние от непознатия обект до Слънцето. Според изчисленията на Гаус, обектът лежи между орбитите на Марс и Юпитер. Пиаци именува обекта Церера, на името на гръцката богиня на земеделието.
Три други астероида – 2 Палада, 3 Юнона и 4 Веста, са открити в следващите няколко години, като Веста е открит през 1807 г. След още осем години безплодни търсения повечето астрономи прекратяват своите наблюдения, заключвайки, че са открили всички възможни тела.
Карл Лудвиг Хенке обаче продължава търсенето през 1830 г. След петнадесет години той открива 5 Астрея, първият намерен астероид от 38 години. След по-малко от две години той открива и 6 Хеба и това убеждава много астрономи отново да се включат в издирването на астероиди, като всяка година бива откриван поне още един. Известни търсачи на астероиди от 19 век са Джон Р. Хинд, Анибал де Гаспарис, Карл Т. Р. Лутер, Херман М. С. Голдшмит, Жан Шакорняк, Джеймс Фергюсън, Норман Р. Погсън, Ернст В. Л. Темпъл, Джеймс К. Уатсън, Крисчън Х. Ф. Питърс, Алфонс Л. Н. Борели, Йохан Палиса, Пол Хенри и Проспър Хенри и Аугуст Шароли.
През 1891 г. Макс Волф използва нов метод – астрофотография – за откриване на астероиди, които изглеждат като светли черти на фотографската плака при дълга експозиция на даден район от небето. По този начин бързо нараства броят на откритите астероиди. Само Волф успява да открие 248, първият от които е 323 Брусия. До наши дни само няколко хиляди астероида са идентифицирани, номерирани и именувани. Знае се, че съществуват много повече, но повечето сегашни астерономи ги считат за маловажни.

### Модерни методи
До 1998 г. процесът по откриване на нов астероид се състои от четири стъпки. Първо, даден отсек от небето се фотографира с широкоъгълен телескоп на два пъти в рамките на около един час. Второ, двете снимки се наблюдават през стереоскоп. По този начин всяко тяло, което е на орбита около Слънцето, „изпъква“ спрямо фона на звездите. Веднъж идентифициран, положението на обекта спрямо известни обекти се измерва с точност с помощта на микроскоп (вижте тук за повече информация).
Тези три стъпки не се считат за истинско откриване на астероида. Наблюдавано е само едно явление на обекта, който получава предварително означение, състоящо се от годината на откриване, двубуквен код на седмицата на откриване и пореден номер, ако повече от един обект е открит в рамките на една седмица (например 1998 FJ74).
Последната стъпка се състои в изпращането на координатите и времето на наблюдението в Центъра за малки планети. С помощта на компютърна програма се проверява дали обектът е бил преди това наблюдаван от някой друг на същата орбита. В този случай обектът получава официален номер и последният наблюдател получава правото да наименува астероида след одобрението на името от Международния астрономически съюз.

### Номенклатура
| Име на астероида |
| --- |
| 1. Церера 2. Палада 3. Юнона 4. Веста 5. Астрея 6. Хеба 7. Ирида 8. Флора 9. Метис 10. Хигия 11. Партенопа 12. Виктория 13. Егерия 14. Ирена 15. Евномия 16. Психея 17. Тетида 18. Мелпомена 19. Фортуна 20. Масалия 21. Лютеция 22. Калиопа 23. Талия 24. Темида 25. Фокея 26. Прозерпина 27. Евтерпа 28. Белона 29. Амфитрита 30. Урания |

След като орбитата му бъде потвърдена, на астероида бива даден номер и впоследствие може да му бъде дадено и име (например 1 Церера). Първите няколко астероида носят имена от гръко-римската митология, но след изчерпването на подобни имена астероидите впоследствие биват кръщавани на известни личности, жените на откривателите и дори телевизионни герои. Негласната традиция астероидите да носят женски имена продължава до именуването на 334 Чикаго, но дори и след това имена в женски род се използват често.
Официалния формат на имената на астероиди изисква поставянето на поредния номер в скоби, като (433) Ерос например. Уикипедия обаче за простота и поради нарастващата популярност на това означение не използва скоби.
Няколко групи от астероиди имат подобни имена – например Кентаврите на орбита между Сатурн и Нептун носят имената на легендарните кентаври. Троянските астероиди от друга страна носят имената на герои от Троянската война (виж значения на астероидни имена за повече информация). През 2003 г. е открит нов клас астероиди – Афелски астероиди на орбита по-близка до Слънцето от тази на Земята.

### Откриване на потенциално опасни астероиди
Все по-голямо внимание се отделя на въпроса за идентифицирането на астероиди, чиято орбита пресича земната и за които съществува вероятност в бъдещето да се сблъскат със Земята. Трите най-важни групи от близкоземни астероиди са Аполони, Аморски и Атенски. Предложени са различни начини за преодоляване на сблъсъци с астероиди.
Близкоземният астероид 433 Ерос е открит през 1898 г. и през 30-те години на 20 век са открити множество от подобни астероиди: 1221 Амор, 1862 Аполон, 2102 Адонис и 69230 Хермес. Хермес се приближи само на 0,005 AU от Земята през 1937 г. и загатва за възможността за сблъсък.
Две събития повишиха вниманието на научните среди и обществеността към проблема: нарастващото одобрение на теорията на Уолтър Алварес за измирането на динозаврите поради сблъсък на Земята с голям обект, и от друга страна наблюдавания през 1994 г. сблъсък на кометата Шумейкър-Леви 9 с Юпитер. Въоръжените сили на САЩ потвърждават, че техни разузнавателни сателити са засекли множество навлизания на тела с размери от 1 до 10 m в земната атмосфера.
Започвайки от 1998 г., са въведени високоефективни автоматични системи за засичане и наблюдение на астероиди, снабдени с камери с CCD и компютри, директно свързани с телескопи. Оттогава мнозинството новооткрити астероиди са намерени от такива автоматични системи. По-важните системи са:
- Лаборатория Линкълн за изследване на близкоземни астероиди (Lincoln Near-Earth Asteroid Research – екип LINEAR)
- Следене на близкоземни астероиди (Near-Earth Asteroid Tracking – екип NEAT)
- Безопасност на околоземното пространство (Spacewatch)
- Обсерватория Лауел за търсене на близкоземни обекти (Lowell Observatory Near-Earth-Object Search – екип LONEOS)
- Проект Каталина за наблюдение на небето (Catalina Sky Survey)
- Проект Кампо Императоре за наблюдение на близкоземни оебкти – (Campo Imperatore Near-Earth Object Survey – екип CINEOS)
- Японска асоциация за опазване на околоземното пространство (Japanese Spaceguard Association)
- Наблюдение на астероиди Асиаго-ДЛР (Asiago-DLR Asteroid Survey – екип ADAS)

Към септември 2008 г. системата LINEAR е открила 97 470 астероида. Общо 4711 близкоземни астероида са били открити от всички астероиди включително 600 с диаметър от поне 1 km. Пикът на открития е през 2000 г., когато са открити 38 679 малки планети и постепенно е броят на откритията намалява (през 2007 г. са открити само 719 малки планети).
| Диаметър | 100 m       | 300 m     | 500 m     | 1 km    | 3 km    | 5 km   | 10 km  | 30 km | 50 km | 100 km | 200 km | 300 km | 500 km | 900 km |
| Брой     | ~25 000 000 | 4 000 000 | 2 000 000 | 750 000 | 200 000 | 90 000 | 10 000 | 1100  | 600   | 200    | 30     | 5      | 3      | 1      |

## Изследвания
Първата снимка на астероидоподобен обект е направена през 1971 г., когато Маринър 9 заснема отблизо двата естествени спътника на Марс – Фобос и Деймос, за който се счита, че са прихванати от гравитацията на Марс астероиди. Снимките разкриват очертания с неправилна форма (донякъде приличаща на картоф). Подобна неправилна форма е наблюдавана и при малките спътници на газовите гиганти от апаратите Вояджър.
Първият сниман отблизо истински астероид е 951 Гаспра през 1991 г., последван през 1993 г. от 243 Ида и нейния спътник Дактил. Наблюденията са осъществени от космическия апарат Галилео на път към Юпитер.
Първият апарат, изстрелян с цел изследване на астероид, е NEAR Shoemaker, фотографирал 253 Матилде през 1997 г. и влязъл в орбита около 433 Ерос, кацайки на повърхността му през 2001 г.
Други посетени от апарати астероиди са 9969 Браил от Deep Space 1 през 1999 г. и 5535 Анефранк от Стардъст през 2002 г.
През през май 2003 г. Япония изстрелва апарата Хаябуса, който изследва астероида 25143 Итокава през 2005 г. и през 2010 г. връща обратно на Земята образци от повърхността му. Апаратът на EKA Розета, е изстрелян през 2004 г. за да изследва 2867 Щайнс и 21 Лутерия през 2008 и 2010 г. съответно.
НАСА изстрелва космическия апарат Dawn през септември 2007 г., който трябва да влезе в орбита около 1 Церера и впоследствие около 4 Веста през периода 2011 – 2015 г. След това има възможност мисията му да бъде удължена до изследване на 2 Палада.

## Най-известните астероиди
| Номер | Име                   | Диаметър (km) | Дата на откриване | Бележки                                                          |
| 87    | 87 Силвия             | 260,9         | 16 май 1866       | Тройна система на астероиди                                      |
| 243   | 243 Ида               | 56×24×21      | 29 септември 1884 | Посетен от сондата Галилео                                       |
|       | S/1993 (243) 1 Дактил | 1,4           | 28 август 1993    | Луна на Ида                                                      |
| 253   | 253 Матилда           | 66×48×46      | 12 ноември 1885   | Посетена от Ниър Шумейкър                                        |
| 433   | 433 Ерос              | 13×13×33      | 13 август 1898    | Посетен от Ниър Шумейкър                                         |
| 624   | 624 Хектор            | 105           | 10 февруари 1907  | Най-големият Троянски астероид                                   |
| 951   | 951 Гаспра            | 19×12×11      | 30 юли 1916       | Посетен от сондата Галилео                                       |
| 2060  | 2060 Широн            | 200           | 18 октомври 1977  | Първият открит астероид от групата на Кентаврите                 |
| 3753  | 3753 Круитни          | 5             | 10 октомври 1986  | Обикаля около Слънцето в орбита, подобаваща на сателит на Земята |
| 4179  | 4179 Таутатис         | 4,5×2,4×1,9   | 4 януари 1989     | През 2004 година минава в непосредствена близост до Земята       |
| 4769  | 4769 Касталия         | 1,8×0,8       | 9 август 1989     | Първият астероид с радарна снимка                                |
| 5261  | 5261 Еврика           |               | 20 юни 1990       | От групата на Троянските астероиди                               |

## Астеродите в киното и фантастиката
Астероидите често присъстват в научнофантастични книги или филми. Няколко са основните направления за тяхната употреба:
- Като места, които могат да бъдат евентуално колонизирани от хората
- Като ресурси за добиване на минерали и руди
- Като пречка за междузвездни пътешествия
- Като потенциално опасни за живота на планетата Земя поради възможността на даден астероид да се сблъска със Земята.

Описанията представят астероидния пояс нереалистично плътен, докато в действителност астероидите там често са на хиляди километри един от друг.

### Някои от по-известните представяния на астероиди в литературата и киното
- В романа на Антоан дьо Сент-Екзюпери от 1943 г. Малкият принц главният герой живее на астероид. Астероидният спътник Малкият принц носи името на главния герой.
- Във филма от 1968 г. Зелена слуз астронавтите от космическата станция Гама 3 кацат на астероид, който е напът да се сблъска със Земята, и го взривяват с бомби.
- В класическия научнофантастичен филм на Стенли Кубрик от 1968 г. 2001: Космическа одисея, известен с високата си точност на представяне на фактите, космическият кораб Discovery се „сближава“ с астероид на разстояние от няколко хиляди километра.
- Във филма Метеор (1979) е представен астероид с име Орфей, който е на курс към Земята, след като се сблъсква с комета и се отклонява от орбитата си.
- В Епизод V – Империята отвръща на удара (1980), Хан Соло успява да избяга от кораба на Империята, като скрива „Хилядолетния сокол“ (Millennium Falcon) на астероид, където обаче е нападнат от гиганско чудовище (което незнайно как живее на този астероид).
- В романа на Артър Кларк 2061: Трета Одисея (1986) се разказва за пътешествието през Големия астероиден пояс.
- В романа на Артър Кларк Господният чук (1993) са представени усилията на човечеството да предотврати сблъсъка на астероида Кали с планетата Земя. Филмът Големият удар (1998) е базиран на книгата на Кларк, но вместо с астероид, ударът е с комета.
- В играта The Dig на LucasArts, излязла през 1995 година, астероидът Атила, който заплашва да се сблъска със Земята, се оказва извънземен летателен апарат.
- Филмът Армагедон (1998) в основата си също разказва за предотвратяване на сблъсък с астероид, макар и твърде нереалистично.
- В поредицата романи на Бен Бова Астероидни войни (2001 – 2004) фокусът е върху експлоатацията на астероиди за добив на метали.
- В телевизионния филм Астероид (1997) се разказва за група астероиди на курс за сблъсък със Земята. Най-големият от тях, Ерос, е разбит на малки парчета, но те успяват да се разбият на територията на Тексас.
- В романа Еволюция на Стивън Бакстър от 2003 година отново се разказва за астероида Ерос.
- В Междузвездни войни: Епизод III - Отмъщението на ситите Падме Амидала ражда Люк и Лея на астероидна колония.
- В Междузвездни войни: Епизод IV - Нова надежда е разрушена планетата Алдераан, което създава поле от астероиди.